# Lindmania thyrsoidea
Lindmania thyrsoidea är en gräsväxtart som beskrevs av Lyman Bradford Smith. Lindmania thyrsoidea ingår i släktet Lindmania och familjen Bromeliaceae. Inga underarter finns listade i Catalogue of Life.